# Bistum Añatuya
Das Bistum Añatuya (lat.: Dioecesis Anatuyanensis) ist eine in Argentinien gelegene römisch-katholische Diözese mit Sitz in Añatuya.
Es wurde am 10. April 1961 aus dem Gebiet des Bistums Santiago del Estero herausgenommen und durch die Bulle Papst Johannes XXIII. Fit persaepe als eigenständiges Bistum errichtet.

## Bischöfe
- Jorge Gottau CSsR, 1961–1992
- Antonio Juan Baseotto CSsR, 1992–2002, dann Militärbischof
- Adolfo Armando Uriona FDP, 2004–2014, dann Bischof von Villa de la Concepción del Río Cuarto
- José Melitón Chávez, 2015–2019, dann Koadjutorbischof von Concepción
- José Luis Corral SVD, seit 2019